# Türkiye Petrolleri Anonim Ortaklığı
Türkiye Petrolleri Anonim Ortaklığı (TPAO) é uma companhia petrolífera estatal da Turquia.

## História
A companhia foi estabelecida em 1954 em Ancara.

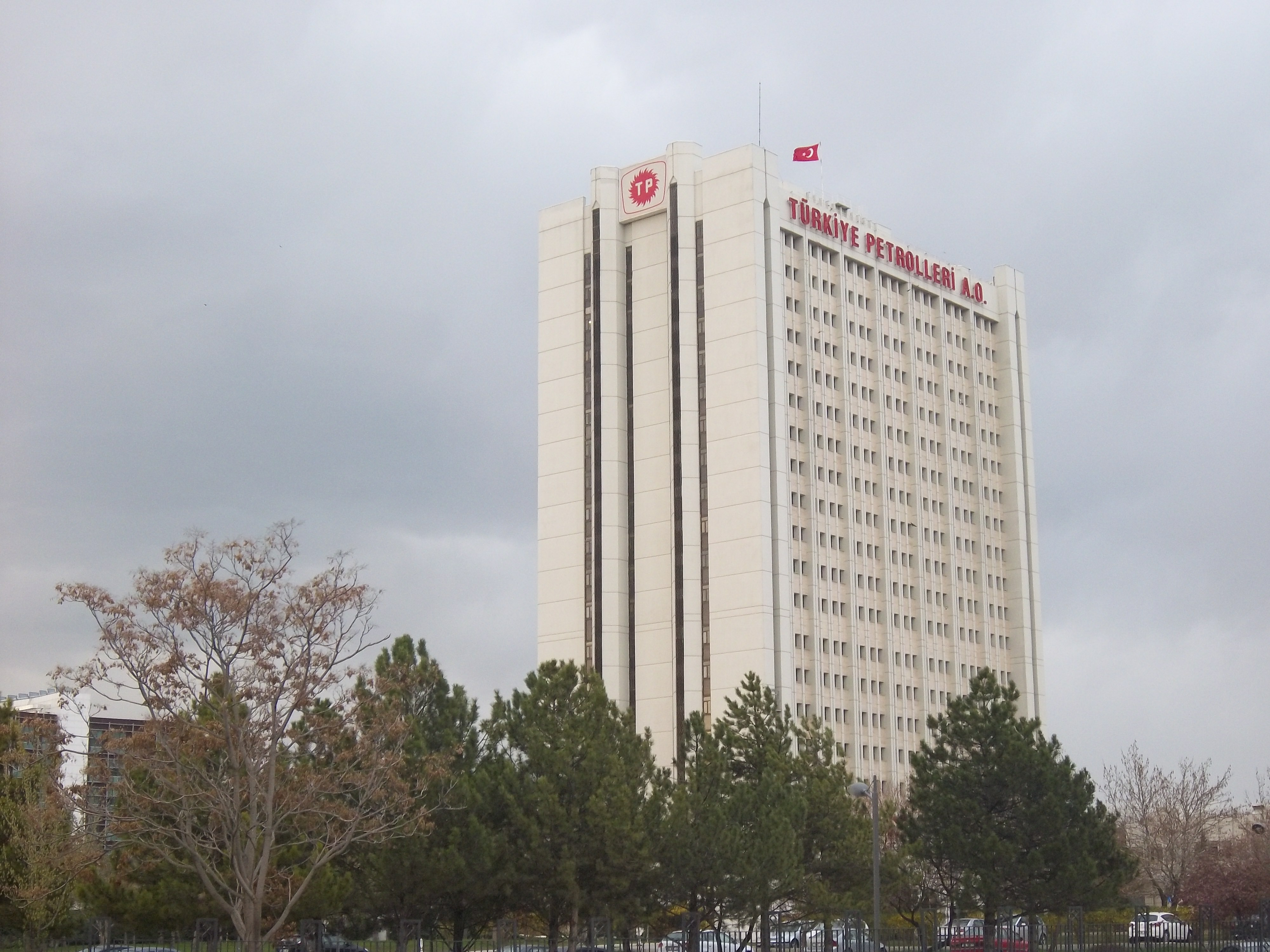
Türkiye Petrolleri Anonim Ortaklığı, em Ancara